# Странджа (турнир)
Вижте пояснителната страница за други значения на Странджа.
„Странджата“ (или „Странджа“) е ежегоден турнир по аматьорски бокс, провеждан в България. Наречен е на Кирил Николов – Странджата, активен участник в масовия терор след Деветосептемврийския преврат от 1944 година.

## Носители на Купа „Странджа“
- 1950 – Христо Попов
- 1951 – Любомир Марков
- 1952 – Павел Борисович
- 1953 – Петър Станков
- 1954 – Каприел Каприелян
- 1955 – Георги Малезанов
- 1956 – Борис Георгиев
- 1957 – Атанас Таков
- 1958 – Юри Калчев
- 1959 – Стоян Кирязов
- 1960 – Петър Станков
- 1961 – Костадин Георгиев
- 1962 – Шишман Мицев
- 1963 – Михаил Мицев
- 1964 – Михаил Мицев
- 1965 – Стоян Пиличев
- 1966 – Иван Киряков
- 1967 – Стоян Пиличев
- 1968 – Симеон Георгиев
- 1969 – Димитър Милев
- 1970 – Милкон Калян
- 1971 – Анатолий Топоров – СССР
- 1972 – Атанас Суванджиев
- 1973 – Ангел Ангелов
- 1974 – Цачо Андрейковски
- 1975 – Пламен Янков
- 1976 – Цачо Андрейковски
- 1977 – Пламен Янков
- 1978 – Цачо Андрейковски
- 1979 – Цачо Андрейковски
- 1980 – Динко Василев
- 1981 – Георги Долапчиев
- 1982 – Армандо Мартинес – Куба
- 1983 – Ивайло Маринов
- 1984 – Петър Лесов
- 1985 – Петър Стоименов
- 1986 – Христо Фуртигов
- 1987 – Емил Чупренски
- 1988 – Ангел Стоянов
- 1989 – Серафим Тодоров
- 1990 – Борислав Абаджиев
- 1991 – Тончо Тончев
- 1992 – Киркор Киркоров
- 1993 – Серафим Тодоров
- 1994 – Даниел Петров
- 1995 – Свилен Русинов
- 1996 – Серафим Тодоров
- 1997 – Даниел Петров
- 1998 – Даниел Петров
- 1999 – Даниел Петров
- 2000 – Димитър Щилянов
- 2001 – Борис Георгиев
- 2002 – Кубрат Пулев
- 2003 – Дмитрий Усагин
- 2004 – Амир Хан – Великобритания
- 2005 – Алексей Шайдулин
- 2006 – Борис Георгиев
- 2007 – Алексей Шайдулин
- 2008 – Илия Филипов
- 2009 – Любомир Тодоров
- 2010 – Детелин Далаклиев
- 2011 – Тервел Пулев
- 2012 – Стефан Иванов
- 2013 – Александър Александров
- 2014 – Тервел Пулев
- 2015 – Симеон Чамов
- 2016 – Евгени Тишченко – Русия
- 2017 – Даниел Асенов
- 2018 – Петър Белберов
- 2019 – Даниел Асенов
- 2020 - Даниел Асенов
- 2021 - Радослав Панталеев
- 2022 - Радослав Росенов
- 2023 - Радослав Росенов

## Градове, приемали турнира
- София – 41 пъти
- Пловдив – 9 пъти
- Ямбол – 6 пъти
- Габрово – 1 пъти
- Велико Търново – 1 път
- Плевен – 1 път
- Бургас – 1 път

## Боксьори с най-много титли
- Цачо Андрейковски – 4 титли (1974, 1976, 1978, 1979 г.)
- Даниел Петров – 4 титли (1994, 1997, 1998 и 1999 г.)
- Серафим Тодоров – 3 титли (1989, 1993 и 1996 г.)